# NGC 3315
NGC 3315 je eliptična galaktika u zviježđu Vodenoj zmiji.

## Vanjske poveznice
- (eng.) SEDS: NGC 3315
- (eng.) Revidirani Novi opći katalog
- (eng.) Izvangalaktička baza podataka NASA-e i IPAC-a
- (eng.) Astronomska baza podataka SIMBAD
- (eng.) VizieR